# Horia gahani
Horia gahani là một loài bọ cánh cứng trong họ Meloidae. Loài này được Betrem miêu tả khoa học năm 1932.